# Apocryptes bato
Apocryptes bato là một loài cá thòi lòi có xuất xứ từ Ấn Độ, Bangladesh và Myanmar. Chúng thường được tìm thấy ở các con sông nhiệt đới, cửa sông và vùng bờ nước ven biển Ấn Độ Dương. Loài này có thể đạt chiều dài 26 xentimét (10 in) TL. Chúng có tầm quan trọng thứ yếu đối với nghề cá thương mại địa phương. Loài này hiện là thành viên duy nhất được biết đến trong chi của nó.